# Hyphochlaena caespitosa
Hyphochlaena caespitosa är en svampart som beskrevs av Cif. 1962. Hyphochlaena caespitosa ingår i släktet Hyphochlaena, divisionen sporsäcksvampar och riket svampar.   Inga underarter finns listade i Catalogue of Life.